# Universidad Estatal de Agricultura de Sarátov
La Universidad Estatal de Agricultura de Sarátov (del ruso: Саратовский государственный аграрный университет имени Н. И. Вавилова) es una universidad rusa especializada en agricultura. Dispone de cinco departamentos, en los que se desarrollaron tecnologías para cultivos de granos en climas con precipitaciones insuficientes. Líder en la formación de especialistas para el complejo agroindustrial de la región del Volga.

## Historia
El 15 de septiembre de 1913 se crearon cursos superiores de agricultura en Saratov para la formación de agrónomos cualificados. La primera promoción de estudiantes para estos cursos incluyó a 105 personas. Uno de los fundadores y también el primer director de los cursos fue el agrónomo jefe de Sarátov, profesor, trabajador científico de honor, Boris Kharlampievich Medvedev. Logró traer la enseñanza del mejor profesorado a Sarátov, en aquella época: A. A. Bogomolets, B. I. Birukov, Y. Ya Dodonov, V. R. Zalensky, V. D. Zernov, N. I. Susa, D. I. Yanishevsky entre otros.
El 5 de abril de 1918, por decisión del Comisariado popular para la agricultura y del Comisariado popular para la educación, los Cursos Superiores de agricultura se transformaron en el Instituto Agrícola de Sarátov, para el 20 de septiembre del mismo año, el instituto fue anexado al Instituto Estatal de Agricultura de Saratov. La universidad como facultad de agronomía.
En 1917–1921, el genetista Nikolai Ivanovich Vavilov realizó trabajos científicos y pedagógicos en cursos y en el instituto.

## Facultades
- Facultad de Agronomía
- Facultad de Economía y Gestión
- Facultad de Ingeniería y Gestión Ambiental
- Facultad de Medicina Veterinaria, Alimentos y Biotecnología
- Instituto de Programas Educativos Internacionales